# Molpadia guangdongensis
Molpadia guangdongensis is een zeekomkommer uit de familie Molpadiidae.
De wetenschappelijke naam van de soort werd in 1992 gepubliceerd door David Pawson & Yulin Liao.